# Cetățean în spațiu
„Cetățean în spațiu” sau „Poveste cu spioni” ("Citizen in Space" sau "Spy Story") este o povestire științifico-fantastică umoristică scrisă de autorul american Robert Sheckley.
A apărut inițial în revista Playboy în 1955  și apoi a fost publicată în colecția de povestiri Citizen in Space (1955).
În limba română a fost tradusă ca „Poveste cu spioni” de Alexandra Delia Poenaru și a fost publicată în Almanahul Anticipația 1983. A fost tradusă de Delia Ivănescu ca „Cetățean în spațiu”  și a fost publicată în volumul Monștrii (1995, Editura Nemira, Colecția Nautilus).

## Prezentare
Naratorul, Bill, a obosit să trăiască pe planeta Pământ, unde serviciile guvernamentale urmăresc pe toată lumea. După luni de pregătiri, cereri de autorizare de tot felul, el primește permisiunea de a pleca în spațiul cosmic. El cumpără o mică navă spațială și părăsește Pământul.
Curând descoperă un pasager clandestin, Mavis O'Day, care se dovedește repede a fi o spionă! În spațiu mai întâlnește un mic asteroid pe care se află un băiețel de 12 ani,  numele lui este Roy și a fost abandonat de părinții săi. Curând se dovedește și că acesta este un spion. Cei trei ajung pe o planetă primitoare, unde practică agricultura. Câteva luni trec, iar naratorul se îndrăgostește de Mavis. Apoi apare bătrânul Ed Wallace, a cărui rachetă pare să fi avut un accident și nu mai poate părăsi planeta. Bill nu este păcălit de situație ... Apoi, alți spioni, sub o acoperire mai mult sau mai puțin plauzibilă, vin pe planetă. Într-o zi, naratorul vede că toți prietenii lui spioni se adună și vorbesc împreună. El îi întreabă ce se întâmplă și află că spațiul ocupat de planetă ca rezultat al unui tratat internațional nu mai aparține Statelor Unite, ci este o zonă fără proprietar. Cel care ajunge primul pe planetă este proprietarul legitim, prin urmare acesta este Bill. Consecința neașteptată este că toți spionii trebuie să se întoarcă pe teritoriul spațial național american și nu mai au de ce să-l urmărească pe Bill!
În timp ce Mavis este pe punctul de a pleca de pe planetă, Bill își mărturisește dragostea pentru ea. Mavis este  și ea îndrăgostită de el și ar dori să rămână împreună. Tânărul Roy dorește să rămână și el, apoi Ed Wallace. În cele din urmă, toți spionii rămân pe această "planetă liberă", iar Bill devine conducătorul suprem necontestat. Ulterior, mulți alți spioni din diverse țări de pe Pământ vin să trăiască pe această planetă. Dar Bill are o problemă serioasă: cum să conducă el această lume mică, când toți se ocupă cu agricultura și refuză să-i spioneze pe ceilalți?

## Legături externe
- en  Istoria publicării lucrării Cetățean în spațiu la Internet Speculative Fiction Database

## Vezi și
- 1955 în științifico-fantastic